# Berlinförderungsgesetz
Das Berlinförderungsgesetz ist ein Bundesgesetz, das für die Wirtschaft des Landes Berlin verschiedene Steuervergünstigungen und Investitionszulagen vorsieht. Darunter fallen auch die in den Artikeln IV und V des Gesetzes behandelten Steuererleichterungen für Arbeitnehmer in Berlin (West). Das Berlinförderungsgesetz wurde mehrfach novelliert und mit zusätzlichen bzw. geänderten Förderungsinstrumenten ausgestattet.
Mit der deutschen Wiedervereinigung lief das Gesetz aus, die Vergünstigungen wurden übergangsweise noch bis 1994 gewährt (§ 31 BerlinFG). Seit 1995 werden keine gesonderten Förderungen für das Land Berlin mehr gewährt.

## Titeländerungen
Das Berlinförderungsgesetz wurde unter wechselnden Gesetzestiteln mehrmals neu bekanntgemacht. Ursprünglich trat es als Gesetz zur Förderung der Wirtschaft von Groß-Berlin (West) am 10. März 1950 in Kraft. Bereits im darauf folgenden Jahr wurde der Titel in Gesetz zur Förderung der Wirtschaft von Berlin (West) geändert. Ab 1964 lautete der Titel dann Berlinhilfegesetz. Der aktuelle Lang- und Kurztitel wurde 1970 eingeführt.

## Historische Entwicklung
Der Versuch der Sowjetunion, West-Berlin durch die Berlin-Blockade den Vier-Mächte-Status zu entziehen und zum Teil der SBZ zu machen, scheiterte am Widerstand der Berliner und der westlichen Alliierten. Durch die Berliner Luftbrücke konnte die Versorgung der Stadt sichergestellt werden. Josef Stalin musste im Mai 1949 die Blockade abbrechen.
Die Berliner Wirtschaft war durch die Blockade und die anschließende Insellage in ihrer Wettbewerbsfähigkeit stark beeinträchtigt. Daher entschied sich die Bundesregierung, die Wirtschaft Berlins durch Bürgschaften und vor allem durch Umsatzsteuersubventionen zu begünstigen. Die Umsatzsteuer wurde um drei Prozentpunkte verringert.

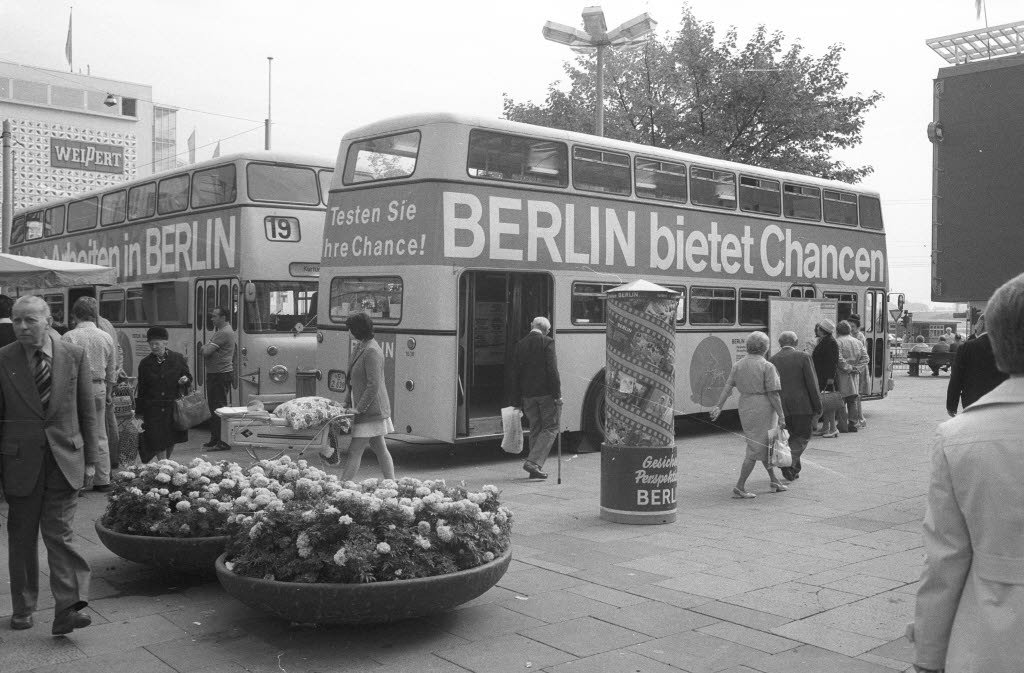
Werbebusse für das Arbeiten in West-Berlin (1974)

Aufgrund der nach dem Bau der Berliner Mauer in West-Berlin eingetretenen Entwicklung war es dringend notwendig geworden, die Förderungsmaßnahme für Berlin (West) in bestimmten Bereichen noch vor Ablauf der in § 15 Abs. 2 BHG 1959 genannten Frist erheblich auszubauen. Vor allem bei der Anwerbung von Arbeitskräften aus dem Bundesgebiet musste ein neuer Schwerpunkt der Förderung gesetzt werden, um die Folgen der Absperrungsmaßnahmen möglichst rasch und weitgehend auszugleichen. Die dafür erforderlichen beträchtlichen Mittel wurden durch eine Kürzung bei anderen Steuervergünstigungen vorgenommen, unter anderem für Steuerbefreiungen von der Umsatzsteuer.
Allgemeine steuerliche und sonstige Vorteile nach dem BerlinFG (Stand 1983):
- Umsatzpräferenz (Vergünstigung) von 3 bis 10 Prozent bei Lieferung von Erzeugnissen von Berlin nach Westdeutschland
- Die Nachfrage in Westdeutschland an Berliner Erzeugnissen wird gefördert durch eine Umsatzpräferenz von 4,2 Prozent
- Jeder Arbeitnehmer in Berlin erhält ein steuer- und abgabenfreies Plus von 8 Prozent seines Bruttoverdienstes (Berlinzulage)
- Neben dem bundeseinheitlichen Kindergeld (bis 1990: 50,00 DM monatlich) gibt es eine weitere Zulage von 49,50 DM für jedes Kind
- Ermäßigung der Einkommensteuer um 30 Prozent
- Ermäßigung der Körperschaftsteuer von bis zu 22,5 Prozent
- Gewerbesteuer mit einem Hebesatz von 200 Prozent
- Außerdem wurden für zuwandernde Arbeitnehmer, sofern die Wirtschaft diese benötigte, die Fahrtkosten der Anreise, die Heimfahrten, das Überbrückungsgeld, eine Umzugskostenübernahme und eine Einrichtungsbeihilfe gewährt.

Allgemeine Investitionsförderungen nach dem BerlinFG (Stand 1983):
- Unternehmen und Selbständigen kann je nach Art der Investition eine steuerfreie Zulage von 25 Prozent gewährt werden
- Bei Investitionen in Forschung und Entwicklung können Zulagen bis zu 40 Prozent gewährt werden
- Investitionen von Unternehmen in Berlin können bis zu 75 Prozent der Anschaffungs- und Herstellungskosten vorzeitig abschreiben, und zwar wahlweise sofort in einer Summe oder gleichmäßig oder ungleichmäßig auf fünf Jahre verteilt.
- Unterstützung durch ERP-Investitions-Darlehen und zinsgünstige Darlehen nach § 16 BerlinFG.